# Halina Kosińska
Halina Rudyk, z d. Jakóbczak, primo voto Kosińska (ur. 18 lutego 1955 w Wałbrzychu) – polska koszykarka, reprezentantka kraju, wicemistrzyni Europy (1981), mistrzyni Polski.

## Kariera sportowa
Jest wychowanką Unii Wałbrzych, od 1975 reprezentowała barwy Wisły Kraków. Z krakowskim klubem zdobyła sześciokrotnie mistrzostwo Polski (1975–1977, 1979–1981), wicemistrzostwo Polski w 1983 i brązowy medal mistrzostw Polski w 1982. W sezonie 1984/1985 występowała w II-ligowym Hutniku Kraków.
W reprezentacji Polski wystąpiła 52 razy, w tym na mistrzostwach Europy w 1981, na których zdobyła z drużyną srebrny medal.